# Hydropsyche supersonica
Hydropsyche supersonica är en nattsländeart som beskrevs av Malicky 1981. Hydropsyche supersonica ingår i släktet Hydropsyche och familjen ryssjenattsländor. Inga underarter finns listade i Catalogue of Life.